# Coelacanthus
Coelacanthus ("Ihålig ryggrad") är ett utdött släkte av tofsstjärtfiskar som dök upp under perm. Coelacanthus var det första släktet av ordningen tofsstjärtfiskar som beskrevs taxonomiskt varför ordningen fått det vetenskapliga namnet Coelacanthiformes.

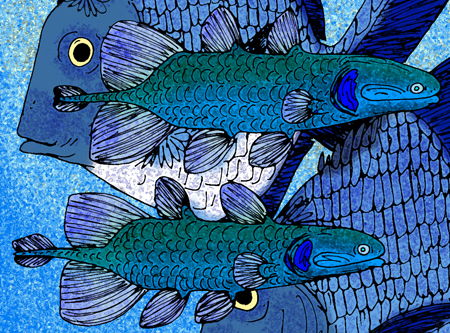
Coelacanthus whitea

Coelacanthus liknar dagens tofsstjärtfiskar av släktet Latimeria men är mindre och har ett mer långsträckt huvud. Coelacanthus kunde bli 90 cm lång och hade små lobfenor vilket indikerar att den var ett rovdjur på öppet vatten.
Släkte förekom över hela världen och levde under mycket lång tid. Den överlevde perm–trias-utdöendet men dog slutligen ut under yngre jura, för cirka 145 miljoner år sedan. 

## Arter avCoelacanthus
- Coelacanthus banffensis Lambe, 1916
- Coelacanthus evolutus Beltan, 1980
- Coelacanthus gracilis Agassiz, 1844,
- Coelacanthus granulatus Agassiz, 1836
- Coelacanthus harlemensis Winkler, 1871
- Coelacanthus lunzensis Reis, 1900
- Coelacanthus madagascariensis Woodward, 1910
- Coelacanthus minor Agassiz, 1844
- Coelacanthus welleri Eastman, 1908
- Coelacanthus whitea Lehman, 1952